# Alfred Hummel
Alfred Hummel (* 7. September 1891 in Heilbronn; † 8. April 1973 in Aachen)  war ein deutscher Bauingenieur und Baustoffwissenschaftler und zu seiner Zeit ein führender Experte für Beton.

## Leben und Wirken
Hummel war der Sohn eines Oberlehrers und ging in Heilbronn zur Schule. Er begann ab 1912 sein Studium der Architektur an der TH Stuttgart, das vom Ersten Weltkrieg unterbrochen wurde, als er 1915 Soldat wurde. Nach dem Krieg setzte er sein Studium an der TH Karlsruhe, diesmal im Bauingenieurwesen, fort und wurde 1923 bei Emil Probst mit einer Dissertation über Volumenänderungen von Beton promoviert. 1928 wurde Hummel Leiter der Abteilung Beton im Labor des Vereins Deutscher Portland-Cement-Fabrikanten in Berlin-Karlshorst und leitete ab 1935 die Abteilung nichtmetallische, anorganische Baustoffe beim Staatlichen Materialprüfungsamt in Berlin-Dahlem (mit dem Professorentitel). Daneben hielt er Vorlesungen an der TH Berlin-Charlottenburg, an der er 1946 außerordentlicher Professor wurde. Nach dem Krieg lebte Hummel unter schwierigen Bedingungen und befasste sich mit der Verwertung von Trümmern für Beton beim Wiederaufbau. Von 1948 bis zu seiner Emeritierung 1959 war er ordentlicher Professor für Baustoffkunde an der RWTH Aachen und Direktor des Instituts für Bauforschung, dessen Gründung er initiiert hatte.
Hummel führte in Deutschland den F-Wert (Feinheitsziffer nach Hummel) für Beton ein, der die Abhängigkeit der Festigkeit des Betons von der Kornzusammensetzung der Zuschlagstoffe beschreibt (ursprünglich in den USA von Duff Andrew Abrams 1918). Er erforschte den Einfluss der Porenziffer auf die Festigkeit und die Herstellung und Prüfung von Beton (und Mörtel), über dessen Elastizität und Schwinden und Kriechen von Beton (und dessen Messung) und viele andere Betoneigenschaften und -sorten.
Sein Beton ABC (zuerst 1935) war lange Zeit ein Standardwerk und wurde in viele Sprachen übersetzt. Außerdem schrieb er ein Buch über Baustoffprüfungen (zuerst Berlin 1949).
Hummel erhielt 1956 die Emil Mörsch Denkmünze und später die Michaelis-Gedenkmünze des Vereins Deutscher Zementwerke, deren Ehrenmitglied er war. Darüber hinaus wurde er zum Ehrenmitglied des belgischen Betonsteinverbands und 1954 zum Ehrendoktor der TH München ernannt. 1960 erhielt er das Große Bundesverdienstkreuz.
Hummel war Anthroposoph.

## Schriften (Auswahl)
- Meßverfahren für das Schwinden, Quellen und Kriechen des Betons, in: Handbuch der Werkstoffprüfung, Band 3, 1941, S. 493–513
- Das Beton ABC: Schwerbeton und Leichtbeton, 11. Auflage, Ernst und Sohn 1959
- mit Kurt Charisius: Baustoffprüfungen : ein Leitfaden für die Prüfung und Beurteilung der wichtigsten nichtmetallischen anorganischen Baustoffe, Düsseldorf: Werner, 3. Auflage 1957
- mit B. Wedler: Trümmerverwertung, Berlin 1946
- mit K. Wesche: Verhalten von Beton in Seewasser, Berlin 1956
- mit anderen: Festigkeit und Verformung von unbewehrtem Beton, Berlin 1968
- zahlreiche Beiträge zum Beton im Beton-Kalender und im Zement-Taschenbuch.